# هزاره، سوات
هزاره (به انگلیسی: Hazara) یک منطقهٔ مسکونی در پاکستان است که در سوات، پاکستان واقع شده‌است. هزاره ۸۷۵ متر بالاتر از سطح دریا واقع شده‌است.